# Tellurdichlorid
Tellurdichlorid ist eine anorganische chemische Verbindung des Tellurs aus der Gruppe der Chloride.

## Gewinnung und Darstellung
Tellurdichlorid kann durch Reaktion von Tellur mit Dichlordifluormethan gewonnen werden.
Die Verbindung kann auch durch Reaktion von Tellurtetrachlorid mit Tellur dargestellt werden.

## Eigenschaften
Tellurdichlorid ist ein amorpher schwarzer Feststoff, der sich in Wasser zersetzt. Er schmilzt zu einer schwarzen Flüssigkeit und verdampft zu einem lilafarbenen Dampf.

## Verwendung
Durch Reaktion von Bariumchlorid mit Tellurdichlorid in Wasser kann Bariumtellurit gewonnen werden.
{\displaystyle {\ce {BaCl2 + 2 TeCl2 + 3 H2O -> Te + BaTeO3*3H2O + 6 HCl}}}